# Екатерина (име)
Вижте пояснителната страница за други значения на Екатерина.
Екатерина или Катерина е женско име от гръцки произход и означава „чистота“. Името се среща в почти всички европейски страни и страните от Латинска Америка.
Умалителната му форма варира в различните дръжави – Катя, Кати, Каци.
Името Екатерина (Катрин), получени от гръцката дума katarios, което означава „чиста, девствена“. Думата катарзис katarsis – пречистване – е от същия корен. Първата буква „Е“ обикновено се пропуска, според западния начин на правописа: Катрин, Катерин, Катарина и други подобни и близки звучения. Има дори и мъжки католически имена Катарин – Catharin. Името е смисъла на чисто, свежо и вярно. На двадесет и четвърти ноември хората с това име празнуват имен ден.

## Личности
- Екатерина Велика
- Екатерина Дафовска
- Екатерина Каравелова
- Екатерина Михайлова
- Екатерина Ненчева
- Катя Паскалева
- Катя Попова